# 慶應義塾大学大学院政策・メディア研究科
慶應義塾大学大学院政策・メディア研究科（けいおうぎじゅくだいがくだいがくいん せいさく・メディアけんきゅうか）は、神奈川県藤沢市遠藤に所在する慶應義塾大学湘南藤沢キャンパス（SFC）に置かれる政策科学・環境科学・情報科学を研究する大学院の研究科である。同大学総合政策学部・環境情報学部の大学院に相当する。

## 概要
慶應義塾大学政策・メディア研究科は、加藤寛、高橋潤二郎、竹中平蔵などが設立に参画し、総合政策学部と環境情報学部の初年度生が卒業する1994年に慶應義塾大学湘南藤沢キャンパスに開設された。。授与される学位は、修士（政策・メディア）及び博士（政策・メディア）。当研究科の著名な教授として、安全保障とサイバーセキュリティ分野の土屋大洋が所属している。

## 沿革
- 1990年（平成2年）4月 - 湘南藤沢キャンパスに総合政策学部と環境情報学部を新設。
- 1991年（平成3年） - 総合政策研究所・環境情報研究所・言語コミュニケーション研究所開設。
- 1994年（平成6年）4月 - 大学院政策・メディア研究科修士課程開設。
- 1996年（平成8年）
  - 4月 - 大学院政策・メディア研究科後期博士課程開設。
  - 7月 - 総合政策研究所・環境情報研究所・言語コミュニケーション研究所をSFC研究所に改組。

## 委員長
- 2019年10月〜現在 加藤文俊 教授

## プログラム制度
政策・メディア研究科は次の8つのプログラム専門領域を設置し、プログラムごとの要件に従って教育研究を実施している。
- グローバル・ガバナンスとリージョナル・ストラテジー（GR）
- ヒューマンセキュリティとコミュニケーション（HC）
- 政策形成とソーシャルイノベーション（PS）
- 認知・意味編成モデルと身体スキル（CB）
- 環境デザイン・ガバナンス（EG）
- エクス・デザイン（XD）
- サイバーインフォマティクス（CI）
- 先端生命科学（BI）

## プロフェッショナル育成コース
政策・メディア研究科では履修証明プログラムとして次のコースを開講している。
- 社会イノベータコース（SI）
- 環境イノベータコース（EI）
- イノベーティブ・フューチャー・ストラテジスト（IFRS）
- サイバーセキュリティコース（CS）
- グローバル環境システムリーダーコース（GESL）